# Västerort
Västerort (significando Oeste da cidade) é uma das três ”zonas administrativas municipais” (stadsområden) que constituem a comuna de Estocolmo, situando-se na parte oeste e noroeste da cidade. As outras duas ”zonas administrativas municipais” são Innerstaden e Söderort.

Västerort tem uma área de 83 km² e uma população de 251 313 habitantes (2022).

A ”zona administrativa municipal” (stadsområde) de Västerort está dividida em 3 "distritos municipais" (stadsdelsområden):

- Bromma
- Hässelby-Vällingby
- Järva

Bromma (Bromma stadsdelsområde)

Abrahamsberg, Alvik, Beckomberga, Blackeberg, Bromma Kyrka, Bällsta, Eneby, Höglandet, Mariehäll, Nockeby, Nockebyhov, Norra Ängby. Olovslund, Riksby, Smedslätten, Stora Mossen, Södra Ängby, Traneberg, Ulvsunda, Ulvsunda industriområde, Åkeshov, Åkeslund, Ålsten, Äppelviken

Hässelby-Vällingby (Hässelby-Vällingby stadsdelsområde)

Grimsta, Hässelby gård, Hässelby strand, Hässelby villastad, Kälvesta, Nälsta, Råcksta, Vinsta  Vällingby

Järva (Järva stadsdelsområde)
 
Akalla, Bromsten, Flysta, Hansta, Husby, Kista,  Lunda, Rinkeby, Solhem, Sundby, Tensta]